# Whalsay Airport
Whalsay Airport är en flygplats i Storbritannien.   Den ligger i kommunen Shetlandsöarna och riksdelen Skottland, i den norra delen av landet, 1 000 km norr om huvudstaden London. Whalsay Airport ligger 28 meter över havet. Den ligger på ön Whalsay.
Terrängen runt Whalsay Airport är platt. Havet är nära Whalsay Airport åt nordost.  Närmaste större samhälle är Symbister, 6,8 km sydväst om Whalsay Airport. 